# Hans Fontaine
Hans Fontaine (* 7. April 1880 in Guben; † 27. November 1958 in Leinfelden) war ein deutscher Veterinärmediziner und Offizier, zuletzt Generalstabsveterinär.
Fontaine studierte Veterinärmedizin in Berlin und gehörte seit 1900 der Berliner Burschenschaft Obotritia an. Er trat in die Preußische Armee ein und diente von 1905 bis 1907 im Kolonialdienst in Deutsch-Südwestafrika als Leiter einer Pferdepflegestelle der Schutztruppe. Während dieser Zeit beteiligte er sich auch an der Niederschlagung des Aufstandes der Herero und Nama. Nach seiner Rückkehr nach Deutschland war Fontaine am Bakteriologischen Laboratorium der Militär-Veterinär-Akademie Berlin tätig. Fontaine diente im Ersten Weltkrieg und wurde für seine Leistungen mit beiden Klassen des Eisernen Kreuzes ausgezeichnet. Später wurde er in die Reichswehr übernommen und war dort u. a. Divisionsveterinär der 3. Division. Er wurde 1929 ordentliches Mitglied des Wissenschaftlichen Senats für das Heeresveterinärwesens und stieg 1931 zum Gruppenveterinär des Gruppenkommandos 2 in Kassel auf. Am 1. November 1935 wurde Fontaine zum Kommandeur der Heeresveterinärakademie Hannover ernannt und in dieser Stellung am 1. April 1938 zum Generalstabsveterinär befördert. Während des Zweiten Weltkriegs war Fontaine bis 1943 Heeresveterinär beim Oberkommando des Heeres und kehrte anschließend bis zu seiner Entlassung 1945 auf den Posten als Kommandeur der Heeresveterinärakademie Hannover zurück.